# Théodore Ier de Constantinople
Théodore Ier (en grec : Θεόδωρος Α΄) est patriarche de Constantinople de 677 à 679 puis de 686 à 687. L'Église orthodoxe en a fait un saint (fêté le 27 décembre).

## Biographie
Théodore Ier exerce son patriarcat d'août/septembre 677 à novembre/décembre 679. Déposé en faveur de Georges Ier, il est rétabli de janvier/février 686 à décembre 687.

## Liens
- Notice dans un dictionnaire ou une encyclopédie généraliste :   - Biographical Dictionary of Georgia